# Falcon (Marvel Comics)
Falcon, il cui vero nome è Samuel Thomas "Sam" Wilson, è un personaggio dei fumetti creato da Stan Lee (testi) e Gene Colan (disegni), pubblicato dalla Marvel Comics. La sua prima apparizione avviene in Captain America (vol. 1) n. 117 (settembre 1969), sebbene fosse già esistito un omonimo supereroe Timely Comics nella Golden Age.
Falcon, dotato della capacità di comunicare con gli uccelli e di volare tramite delle ali artificiali, è un ex-criminale redento da Capitan America e divenuto in seguito suo amico fraterno e inseparabile spalla nella lotta al crimine, tanto da venire incluso in più formazioni dei Vendicatori e, dopo il ritiro di Steve Rogers, divenire il nuovo Capitan America. Il personaggio è stato il primo supereroe Marvel afroamericano.
Nella classifica stilata nel 2011 da IGN si è posizionato al 96º posto come più grande eroe della storia dei fumetti, dopo Savage Dragon e prima di Adam Strange.

## Storia editoriale
Sebbene il primo supereroe di colore comparso nei fumetti Marvel sia stato in realtà Pantera Nera (luglio 1966) Falcon, esordito nel settembre 1969 su Captain America (vol. 1) n. 117, è comunque il primo supereroe afroamericano in quanto il primo è nativo dello stato fittizio di Wakanda, in Nordafrica. Prima di lui i soli altri afroamericani di rilievo nell'Universo Marvel sono stati il soldato degli Howling Commandos Gabe Jones (maggio 1963) e il giornalista del Daily Bugle Robbie Robertson (agosto 1967), entrambi personaggi di supporto. Falcon ha fatto da precursore a: Luke Cage (giugno 1972) il primo supereroe afroamericano a ottenere una propria testata, Blade (luglio 1973) il primo supereroe afro-britannico e Tempesta (maggio 1975) la prima supereroina di colore. Falcon è stato inoltre il primo supereroe di colore dei fumetti a non avere la parola "Black" (in inglese: "Nero") come parte del proprio nome di battaglia, anticipando di due anni la Lanterna Verde John Stewart (dicembre 1971), della DC Comics.
In merito alla concezione del personaggio Gene Colan ha dichiarato: «Alla fine del 1960 [quando la notizia delle] proteste per la guerra del Vietnam e per i diritti civili erano eventi regolari, e Stan, che voleva sempre essere in prima linea, ha incominciato a portare questi temi nei fumetti... Uno dei più grandi passi che abbiamo fatto in quella direzione è avvenuto in Capitan America. Mi piace disegnare gente di ogni tipo. Ho disegnato il maggior numero di tipi diversi di persone che potevo nelle scene che ho illustrato, e amo disegnare gente nera. Ho sempre trovato le loro caratteristiche interessanti e così la forza, lo spirito e la saggezza che hanno scritto in viso. Ricordo che avvicinai Stan con l'idea di introdurre un eroe afroamericano e lui la accettò subito... Ho guardato diverse riviste di afroamericani, e li ho usati come fonte di ispirazione per dare vita a Falcon». Poco tempo dopo la sua introduzione la testata dedicata a Capitan America viene ribattezzata Captain America and the Falcon dal numero 134 al 222 (febbraio 1971-giugno 1978).
In seguito il personaggio è stato presente in Defenders (vol. 1) n. 62–64 (agosto–ottobre 1978) e in Avengers (vol. 1) n. 183–194 (maggio 1979-aprile 1980) prima di ottenere, tra novembre 1983 e febbraio 1984, una propria miniserie scritta da Jim Owsley e tornare ad apparire come comprimario nel secondo volume di Captain America (novembre 1996-1997), così come nel terzo (gennaio 1998-febbraio 2002), nel quarto (giugno 2002-dicembre 2004), nel quinto (gennaio 2005-luglio 2009) e con il ripristino della numerazione originale nella serie dal n. 600 (agosto 2009) apparendo contemporaneamente in The Avengers e nella poco longeva miniserie  Captain America and the Falcon (maggio 2004-giugno 2005).
Dopo l'iniziativa editoriale Marvel NOW! Falcon diviene uno dei personaggi principali di The Avengers e, in seguito, assume il ruolo di nuovo Capitan America.

## Biografia del personaggio

### Origini
Nato a Harlem, New York, dal reverendo Paul Wilson e da sua moglie Darlene, Sam cresce assieme ai suoi due fratelli minori, Sarah e Gideon, dimostrando fin da bambino una naturale predisposizione per l'addestramento di volatili. La costante convivenza con il razzismo finisce tuttavia per segnarlo duramente e allontanarlo dalla fede paterna, sebbene ciò non comprometta minimamente il suo rapporto con il genitore e, dopo che egli viene ucciso sotto i suoi occhi mentre tenta di placare una rissa tra bande, Sam sviluppa una forte idolatria nei suoi confronti e decide di seguirne le orme finché, due anni dopo, anche sua madre viene assassinata da un rapinatore motivo per cui il ragazzo, consumato dal dolore e arrabbiato con il mondo, abbandona tutti i suoi buoni propositi e si trasferisce a Los Angeles per unirsi a una gang divenendo un criminale di strada, noto negli ambienti malavitosi con il nomignolo di "Snap" Wilson.
Anni dopo, recandosi a Rio de Janeiro per fare un grosso colpo, il suo aereo precipita sull'Isola degli Esuli, dove un gruppo di supercriminali nazisti guidati dal Teschio Rosso hanno schiavizzato la popolazione. Sam, prigioniero sull'isola, tenta di sopravvivere facendo amicizia con un falco ammaestrandolo e chiamandolo Redwing ma, alla fine, viene catturato dagli uomini di Teschio Rosso che, al fine di servirsene per combattere Capitan America, grazie al Cubo Cosmico lo fonde mentalmente con Redwing conferendogli la capacità di comunicare con gli uccelli e controllarne la volontà. Per manipolare meglio il ragazzo, inoltre, il Teschio ne modifica la storia cancellando gli anni passati come "Snap" Wilson e riscrivendo la realtà facendo di Sam un assistente sociale giunto sull'isola per aiutare i nativi a riconquistare la libertà. Come da programma Sam incontra Capitan America e fa amicizia con lui, rimanendo tanto colpito dal suo eroismo da fare riemergere realmente l'idealismo avuto in gioventù e chiedergli di essere allenato come sua spalla per poi aiutarlo a sconfiggere il Teschio Rosso adottando il nome in codice di "Falcon".

### Falcon
Cap e Falcon cominciano da allora a fare coppia fissa nella lotta al crimine, dando vita a una solida amicizia destinata a durare negli anni. Più avanti, Falcon conosce Pantera Nera che, in segno di rispetto, gli dona un nuovo costume dotato di ali artificiali che gli conferisce la capacità di volare inoltre, nel momento in cui Steve Rogers abbandona il ruolo di Capitan America, Falcon addestra il giovane Roscoe Simons per sostituirlo, sebbene egli venga in seguito ucciso portando Steve a riassumere il suo ruolo. Non molto tempo dopo Teschio Rosso rivela all'eroe la verità riguardo alle sue origini e cerca invano di servirsi di lui per uccidere Cap; pur rimanendo scosso dalla rivelazione del suo vero passato Sam decide di continuare a essere un eroe e, tempo dopo, entra nello S.H.I.E.L.D. divenendo un agente di rango elevato, motivo per il quale lascia il ruolo di spalla di Capitan America, pur mantenendo i contatti con lui e rimanendo a sua disposizione in caso di necessità.
Quando Henry Peter Gyrich, agente di collegamento tra il governo e i Vendicatori, propone a Falcon di unirsi al gruppo, egli accetta senza indugiare ma, in seguito, comprendendo di essere stato reclutato solo in quanto nero poiché il governo desidera istituire una versione più "politicamente corretta" della squadra, se ne va alla prima occasione. Anni dopo, quando Capitan America viene erroneamente dato per morto, Sam ne veste i panni fino al suo ritorno.
Nel frattempo, riunitosi ai Vendicatori per aiutarli a sconfiggere Scorpio, continuando a non fidarsi di Gyrich incomincia a seguire i suoi movimenti grazie alla sua abilità di vedere attraverso gli occhi degli uccelli, scoprendo che è in complotto con il senatore Dell Rusk e che egli è il Teschio Rosso sotto mentite spoglie. Tale scoperta e il conseguente smascheramento del criminale risultano vitali nell'impedire che si impadronisca degli Stati Uniti.
Non molto tempo dopo Falcon torna a fare coppia fissa con Capitan America per fermare il cosiddetto "Anti-Cap", un ex marine impazzito frutto dell'ennesimo tentativo da parte del governo di riprodurre un supersoldato. Contemporaneamente Scarlet incomincia a impazzire perdendo il controllo dei suoi poteri e alterando la personalità di molti suoi compagni, tra cui Falcon, di cui fa riaffiorare il lato criminale portandolo a servirsi di metodi tanto violenti che, pur riuscendo a risolvere la crisi dell'Anti-Cap, provoca una brusca separazione tra lui e Cap, che non ne condivide il modus operandi.
Successivamente assiste al momento in cui Scarlet, ormai fuori controllo, distrugge la base dei Vendicatori uccidendone alcuni, evento che lo scuote fino al punto da meditare di abbandonare il ruolo di Falcon.

### Civil War
Allo scoppio della guerra civile dei superumani Falcon si riappacifica con Capitan America ed è il primo a schierarsi con lui opponendosi alla fazione di Iron Man, favorevole all'Atto di Registrazione dei Superumani. Assieme a Luke Cage, i Giovani Vendicatori e vari altri eroi, lui e Cap fondano dunque una nuova squadra di Vendicatori ribelli. Al termine del conflitto, quando Capitan America viene arrestato, Falcon assume temporaneamente il comando della squadra ma, dopo l'omicidio dell'amico (apparentemente a opera di Sharon Carter) accetta a malincuore di registrarsi e viene nominato dal governo supereroe responsabile di Harlem, continuando però a collaborare in segreto con l'Agente 13, Bucky (ex-Soldato d'Inverno) e Nick Fury per il vero assassino di Capitan America.
Assieme a Sharon, la Vedova Nera e Tony Stark, Falcon scopre che i veri responsabili della morte dell'amico sono Teschio Rosso e il Dottor Faustus. Nel momento in cui Bucky diviene il nuovo Capitan America, Falcon decide di fare coppia con lui, esattamente come fatto con Steve parecchi anni prima.

### Capitan America: Rinato
All'anniversario della morte di Cap Sharon rivela a Sam di avere le prove che Steve non sia morto bensì congelato nel tempo da un dispositivo che il Dottor Destino ha costruito per Teschio Rosso. Contattano Hank Pym e Reed Richards e scoprono che per fare tornare Cap nel presente è necessario recuperare dai laboratori H.A.M.M.E.R. il dispositivo temporale di Destino, motivo per cui vi si infiltrano affrontando gli Oscuri Vendicatori e i Thunderbolts, riuscendo infine a recuperare Capitan America dalla sua prigione temporale.
Falcon torna dunque a collaborare sia con l'originale Capitan America sia con il nuovo, prendendo anche parte alla guerra tra Vendicatori e X-Men e ottenendo, in seguito, un posto nella formazione estesa del gruppo.
Quando il siero del supersoldato viene drenato dal corpo di Steve portandolo a invecchiare rapidamente Sam viene nominato ufficialmente suo successore nei panni di Capitan America. In questi panni affronta, insieme al figliastro di Steve Rogers Nomad e di Misty Knight, la nuova incarnazione dell'Hydra, comandata dal Barone Zemo e che vede tra i propri ranghi anche Sin, Crossbones, Viper, Batroc e altri, sventando i loro piani di sterilizzare un terzo della popolazione tramite un virus derivato dal sangue di un ragazzo. Wilson si unisce anche ai Potenti Vendicatori di Luke Cage partecipando a varie missioni.

### Nuovissimo Universo Marvel
In seguito alla distruzione e rinascita del multiverso Sam diviene il mentore di Joaquin Torres, un ragazzo messicano mutato in un ibrido uomo-uccello che assume il ruolo di nuovo Falcon divenendo la sua spalla nella lotta al crimine.

### Marvel Legacy
Dopo il rilancio Marvel Legacy Sam Wilson tornerà nei suoi vecchi panni di Falcon.

## Poteri e abilità
Sin da bambino Sam ha sempre avuto un talento incredibile come addestratore di volatili, dote che ha coltivato fino a diventare un vero e proprio esperto in materia. Inoltre il suo passato da criminale di strada lo ha reso abile nell'uso delle armi da fuoco, sebbene non sia solito farne uso. Quando il Teschio Rosso lo modificò geneticamente con il Cubo Cosmico Wilson instaurò un forte legame mentale con il suo falco addestrato, Redwing. Tale legame gli permette di comunicare telepaticamente con il volatile, di vedere attraverso i suoi occhi e persino di accedere alla sua memoria, così da potere vedere ciò che Redwing ha visto in passato. Tuttavia, quest'ultimo processo è molto complicato, a causa della particolare percezione del tempo che hanno gli uccelli, diversa rispetto a quella degli umani. Successivamente Falcon ha scoperto di potere instaurare questo legame con ogni uccello del pianeta. A causa del suo DNA modificato, sebbene non sia un vero e proprio mutante, le Sentinelle lo rilevano come tale. Lo speciale addestramento ricevuto da Capitan America in persona gli ha permesso di sviluppare forza, resistenza, velocità, agilità e riflessi ai limiti delle possibilità umane, superiori anche a quelli di un campione olimpico, oltre a farlo diventare un esperto nel combattimento corpo a corpo, nelle acrobazie, nella strategia e nel comando.
Grazie ai suoi trascorsi nello S.H.I.E.L.D. è anche divenuto una spia molto abile. Falcon ha ricevuto in regalo da Pantera Nera uno speciale costume dotato di due avanzatissime ali artificiali. Esse sono realizzate in fibra di titanio leggero e mylar e vengono alimentate da alcuni pannelli solari e da una serie di turbine miniaturizzate, collocate negli stivali. Indossando questo costume Sam diviene in grado di volare con una velocità e un'agilità incredibili. Dopo che le sue ali vengono distrutte da un tornado, Pantera Nera dona all'amico un nuovo costume, schermato da qualsiasi rilevazione satellitare e dotato di un avanzatissimo dispositivo capace di creare ali di luce solida. Queste nuove ali vengono controllate da un'interfaccia cibernetica posizionata nella maschera e possono essere rese completamente intangibili o resistenti quanto il vibranio, senza perdere la loro funzione primaria. In entrambi i costumi le lenti della maschera sono dotate di capacità d'ingrandimento, sensori d'immagine che permettono una visione a 360° e visore a infrarossi. Ora che veste i panni di Capitan America Sam fa uso di un nuovo costume: esso è simile al primo che gli regalò Pantera Nera, ma reca i simboli e i colori della classica uniforme di Cap ed è completo del leggendario scudo del suo predecessore, al cui uso è stato addestrato fino a diventare un esperto.

## Altri personaggi chiamati Falcon

### Il Falcon (Carl Burgess) della Golden Age
The Falcon, il cui vero nome è Carl Burgess, è un personaggio dei fumetti creato da Paul Reinman (testi e disegni), pubblicata dalla Timely Comics (poi Marvel Comics). La sua prima apparizione avviene in Daring Mystery Comics (vol. 1) n. 5 (giugno 1940).
Durante la Golden Age il giovane assistente procuratore distrettuale Carl Burgess inizia a combattere il crimine nascondendo la propria identità sotto la maschera di "The Falcon", eroe privo di superpoteri ma dotato di grandi capacità da combattente e armato di una pistola calibro .45; il suo passato, come i motivi che l'hanno indotto a intraprendere l'attività di vigilante non sono chiari.
Dopo avere affrontato scienziati pazzi, bande di ladri e politici corrotti, durante la seconda guerra mondiale The Falcon si allea con la Vedova Nera, Challenger e Angelo per combattere il crimine organizzato. Insieme al suo gruppo, a metà degli anni quaranta, The Falcon si reca a Berlino per fermare Teschio Rosso venendo ucciso dal potere del Cubo Cosmico in suo possesso. Una volta sconfitto il criminale nazista tuttavia, i suoi compagni si servono del potere del Cubo per resuscitarlo.

### Adrian Toomes
In una trama del 2017, Adrian Toomes ha sviluppato una versione modificata della sua imbracatura alare elettromagnetica con un casco rinforzato e ali leggere, affilate come rasoi e nano-intrecciate che rispondevano ai suoi comandi mentali. Prese temporaneamente il nome Falcon, credendo che fosse vacante in quel momento, e rapinò un luogo nell'East Village. Combatté contro l'Uomo Ragno finché non furono entrambi immobilizzati da un nuovo Trapster, che se ne andò con il bottino di Toomes.

## Altre versioni

### La Crociata dei Bambini
Nel futuro alternativo visto in La Crociata dei Bambini Sam si è ritirato cedendo il ruolo di Falcon a sua figlia Samantha, membro dei Vendicatori assieme a suo marito Eli, il nuovo Capitan America.

### Daredevil: End of Days
Nella realtà alternativa di Daredevil: End of Days Sam Wilson è il Presidente degli Stati Uniti d'America.

### Rinascita degli Eroi
Nell'universo de La Rinascita degli Eroi Sam Wilson è il figlio di un ex-commilitone di Capitan America che viene in seguito adottato dal supersoldato e, dopo essere stato ferito mortalmente, salvato grazie a una sua trasfusione di sangue che gli permette di sviluppare poteri analoghi aiutandolo poi a combattere Teschio Rosso.

### House of M
Nella realtà di House of M Sam è un poliziotto che interroga Luke Cage e la sua banda di "Sapiens" in merito al pestaggio di Kingpin avvenuto la notte precedente.

### Marvel Zombi
Nella serie Marvel Zombi Falcon compare nel terzo spin-off come uno dei pochi superstiti all'infezione.

### MAX
Il personaggio è stato trasposto nella serie Marvel MAX U. S. War Machine, dove è un giovane soldato che assiste in missione Capitan America (Bucky Barnes) e Occhio di Falco.

### MC2
Nel futuro di MC2 Sam Wilson è deceduto da anni, tuttavia le gemelle Ladyhawk indossano costumi simili al suo

### Once and Future King
Nel futuro ipotetico di Once and Future King l'anziano Sam Wilson aiuta Pantera Nera a combattere il suo dispotico successore.

### Ultimate
Nell'universo Ultimate Sam Wilson è uno scienziato militare, esploratore e avventuriero che ha inventato da sé le ali cibernetiche grazie a cui vola, anziché il costume classico tale versione indossa un'uniforme militare e ha contribuito alla riparazione di Ultimate Visione, androide dall'aspetto femminile cui sembra essersene molto affezionato. Affiliato allo S.H.I.E.L.D., Falcon collabora con Nick Fury e gli Ultimates nella cattura di Silver Surfer e aiuta Capitan America a dare la caccia al perverso scienziato nazista Arnim Zola.

### What If?
In uno scenario autoconclusivo della serie fuori continuity What If?, che ipotizza cosa sarebbe successo se Capitan America avesse combattuto la guerra civile americana, Sam Wilson è un ragazzo orfano cresciuto con gli shawnee che esegue un rituale volto a conferire a Steve i poteri della Grande Aquila e, successivamente, viene ucciso dal colonnello Barnes, detto Teschio Bianco.

## Altri media

### Marvel Cinematic Universe
Nel franchise del Marvel Cinematic Universe (MCU), Sam Wilson / Falcon / Captain America è interpretato da Anthony Mackie. In tale versione, ispirata alla controparte Ultimate, è un ex-United States Air Force Pararescue poi entrato nello S.H.I.E.L.D. che, in combattimento, si serve di uno zaino con ali artificiali e una piccola coppia di mitra. Fa la sua prima apparizione in Captain America: The Winter Soldier (2014) come comprimario di Steve Rogers, per poi comparire come membro della nuova formazione degli Avengers in Avengers: Age of Ultron (2015) e in altri film della saga. Ottiene un ruolo da protagonista nella miniserie televisiva The Falcon and the Winter Soldier (2021) e nel film Captain America: Brave New World (2025) in cui deve affrontare la responsabilità di assumere il ruolo di Captain America.

### Televisione
- Falcon è uno dei personaggi principali della serie animata I Vendicatori.
- Il personaggio è uno dei protagonisti di Super Hero Squad Show[71].
- Falcon compare in tre episodi della serie Avengers - I più potenti eroi della Terra.
- In Avengers Assemble compare una versione adolescenziale del personaggio[72][73].
- Falcon compare nella miniserie Lego Marvel Super Heroes: Maximum Overload.
- In Ultimate Spider-Man Falcon compare in due episodi.
- Il personaggio compare nell'anime Disk Wars: Avengers.
- Falcon è presente nella serie animata Marvel Super Hero Adventures.
- Falcon compare nell'anime Future Avengers.
- Sam Wilson (nei panni di Capitan America) è ricomparso nuovamente nella serie animata Iron Man e i suoi fantastici amici.

### Videogiochi
- Falcon appare come personaggio giocabile in Marvel Super Hero Squad.
- Falcon appare come personaggio giocabile in Marvel Super Hero Squad: The Infinity Gauntlet.
- Falcon appare come personaggio giocabile in Marvel Super Hero Squad: Comic Combat.
- Falcon appare come personaggio giocabile in Marvel Super Hero Squad Online.
- Falcon appare come personaggio giocabile in LEGO Marvel Super Heroes.
- Falcon appare in Marvel: Avengers Alliance.
- Falcon/Capitan America appare in Marvel Heroes.
- Falcon/Capitan America appare in Marvel Puzzle Quest.
- Falcon/Capitan America appare come personaggio giocabile in Marvel: Sfida dei campioni.
- Falcon appare come personaggio giocabile in Disney Infinity 2.0: Marvel Super Heroes.
- Falcon appare in Marvel Mighty Heroes.
- Falcon/Capitan America appare come personaggio giocabile in Marvel Future Fight.
- Sam Wilson/Capitan America appare in Marvel World of Heroes.
- Falcon appare in Marvel Avengers Academy.
- Sam Wilson/Capitan America appare come personaggio giocabile in LEGO Marvel's Avengers.
- Falcon appare come personaggio giocabile in LEGO Marvel Super Heroes 2.
- Falcon/Capitan America appare in Marvel Strike Force.
- Falcon appare come personaggio giocabile in Playmation: Avengers.
- Falcon appare in Marvel Super War.
- Falcon appare come personaggio giocabile in Marvel: La Grande Alleanza 3: L'Ordine Nero.
- Falcon appare in Marvel Duel.
- Falcon appare in Marvel Future Revolution.